# Rorippa ventanensis
Rorippa ventanensis là một loài thực vật có hoa trong họ Cải. Loài này được Boelcke miêu tả khoa học đầu tiên.